# Kahaloo
Kahaloo (en bengali : কাহালু) est une upazila du Bangladesh dans le district de Bogra. En 2011, elle dénombrait 222 376 habitants.